# Estadio Beroe
El Estadio Beroe (en búlgaro: Стадион „Берое“) es un estadio multiusos ubicado en la ciudad de Stara Zagora, Bulgaria. El estado apodado "El Templo" es utilizado principalmente para partidos de fútbol y atletismo, y es el estadio del Beroe Stara Zagora club de la Primera Liga de Bulgaria. El estadio posee una capacidad para 12 500 espectadores.
La construcción de la instalación deportiva comenzó en la primavera de 1955 y fue inaugurado solemnemente el 4 de abril de 1959 por Atanas Dimitrov. El estadio está ubicado en el noroeste de Stara Zagora en el complejo deportivo Beroe. El complejo incluye tres campos de fútbol más, canchas de tenis, una sala de atletismo y otras instalaciones deportivas, como una sala para tenis de mesa, boxeo, gimnasia y fútbol sala.
El estadio consiste en una tribuna cubierta de dos pisos y una tribuna en circulación. La pista de atletismo cumple con las regulaciones de la Asociación Internacional de Atletismo (IAAF) para la disputa de torneos internacionales. Los asientos de plástico mantienen los colores del club blanco y verde, además, el estadio tiene un nuevo panel de visualización de 32 m².
En 2015 fue una de las sede del Campeonato de Europa Sub-17, en donde albergó nueve partidos incluida una semifinal.